# Macau (músico)
Macau, nome artístico de Osvaldo Rui da Costa (Rio de Janeiro, 18 de fevereiro de 1952), é um instrumentista, cantor e compositor brasileiro.
Fez parte da banda "Paulo Bagunça e a Tropa Maldita", foi nessa banda que ele começou sua carreira artística. Lançou em 2011, seu primeiro CD Macau, do Jeito Que Sua Alma Entende pelos selos Warner Chappell e Warner Music Digital. É o autor da música "Olhos Coloridos", cantada na voz de Sandra de Sá.

## Discografia

### Com a banda Paulo Bagunça e  a Tropa Maldita
- (1973) Paulo Bagunça e a Tropa Maldita

### Solo
- (2011) Macau, do Jeito Que Sua Alma Entende